# Brickendon and Woolmers Estates

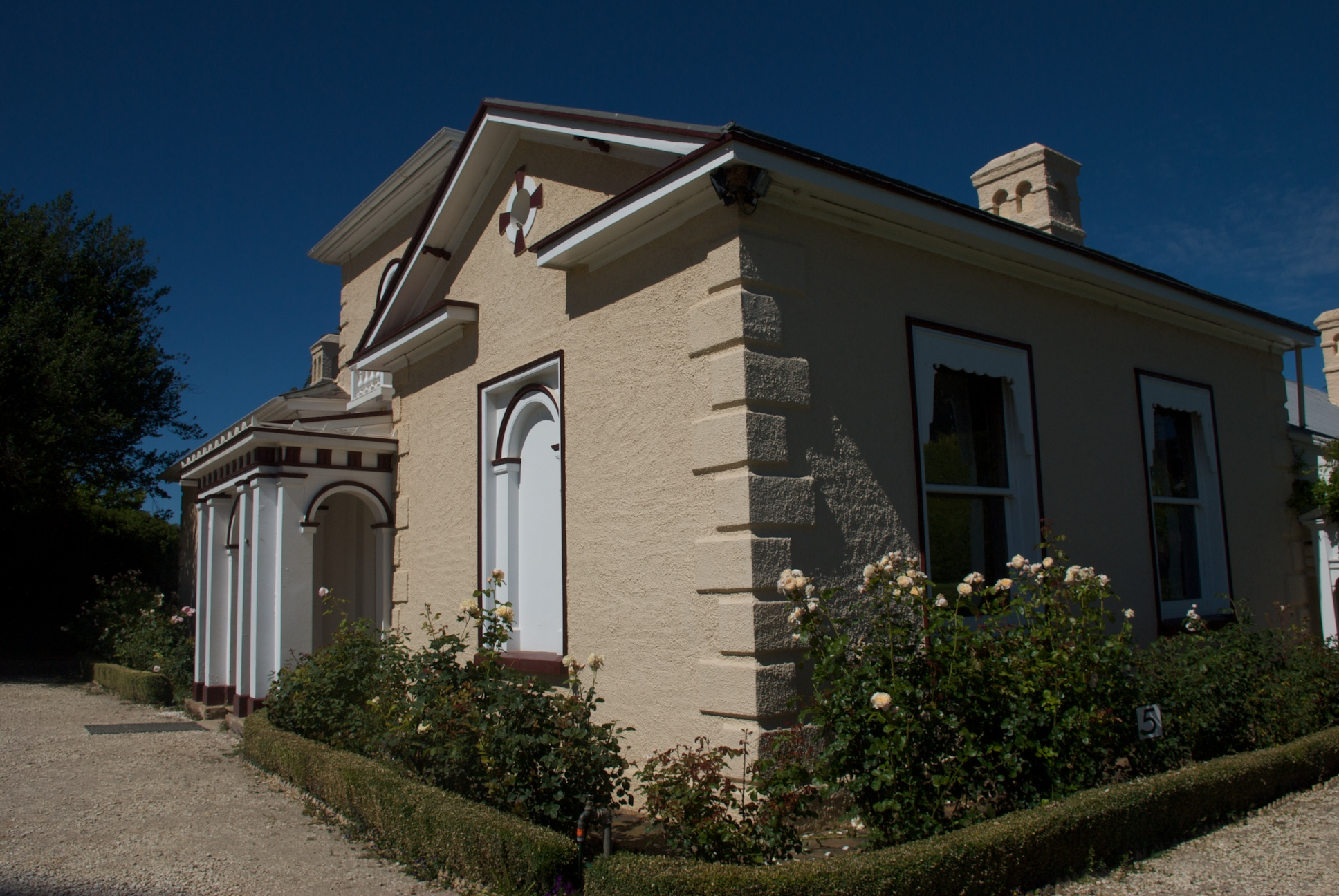
Das Woolmers-Anwesen

Die Brickendon and Woolmers Estates (deutsch: Brickendon- und Woolmers-Ländereien) befinden sich im Norden von Tasmanien, Australien, bei Longford, etwa 20 Kilometer von Launceston entfernt.
Die Brickendon and Woolmers Estates sind seit dem 23. November 2007 gemeinsam in der Australian National Heritage List in Australien eingetragen und seit August 2010 ein anerkanntes UNESCO-Weltkulturerbe. Sie sind ein Beispiel der elf denkmalgeschützten Sträflingsorte im UNESCO-Weltkulturerbe, der Australian Convict Sites. Die beiden Ensembles befanden sich seit sechs Generationen von 1817 an im Eigentum der Familie Archer, die 1994 ausstarb. Die beiden Anwesen werden durch den mäandernden Macquarie River durchschnitten und sind sieben Kilometer voneinander entfernt.
Die denkmalgeschützten Ländereien und Baulichkeiten stellen ein Beispiel der britischen Kolonialpolitik in Australien für die Überlassung der Arbeitskraft von Sträflingen an private Landeigentümer zur Bau- und Farmarbeit im frühen 18. Jahrhundert dar, lediglich entlohnt durch Essen und Bekleidung.
Die Gebäudekomplexe im Georgianischen Baustil bestehen aus Wohn- und Farmgebäuden, Werkstätten, Ställen und Rosengärten. Sie blieben bis zum heutigen Tag nahezu unverändert. Dies gilt auch für das dort enthaltene Mobiliar.

## Touristische Informationen
Auf dem Brickendon-Anwesen (Position) wird weiterhin Landwirtschaft mit etwa 1500 Schafen auf 420 Hektar Land betrieben und dort befindet sich ein Rosengarten mit zwei historischen Cottages zum Übernachten. Auf dem Anwesen von Woolmers (Position) befindet sich ein historisch angelegter Rosengarten und eine Übernachtungsmöglichkeit im Rose Garden Cottage, einem historischen Nebengebäude. In beiden Gärten können historische Rosengewächse aus Europa und China betrachtet werden.
Das Anwesen Brickendon ist von Dienstag bis Sonntag für Besichtigungen geöffnet und Woolmers täglich.